# Pseudolasius pallidus
Pseudolasius pallidus é uma espécie de formiga do gênero Pseudolasius, pertencente à subfamília Formicinae.